# 保良局何蔭棠中學

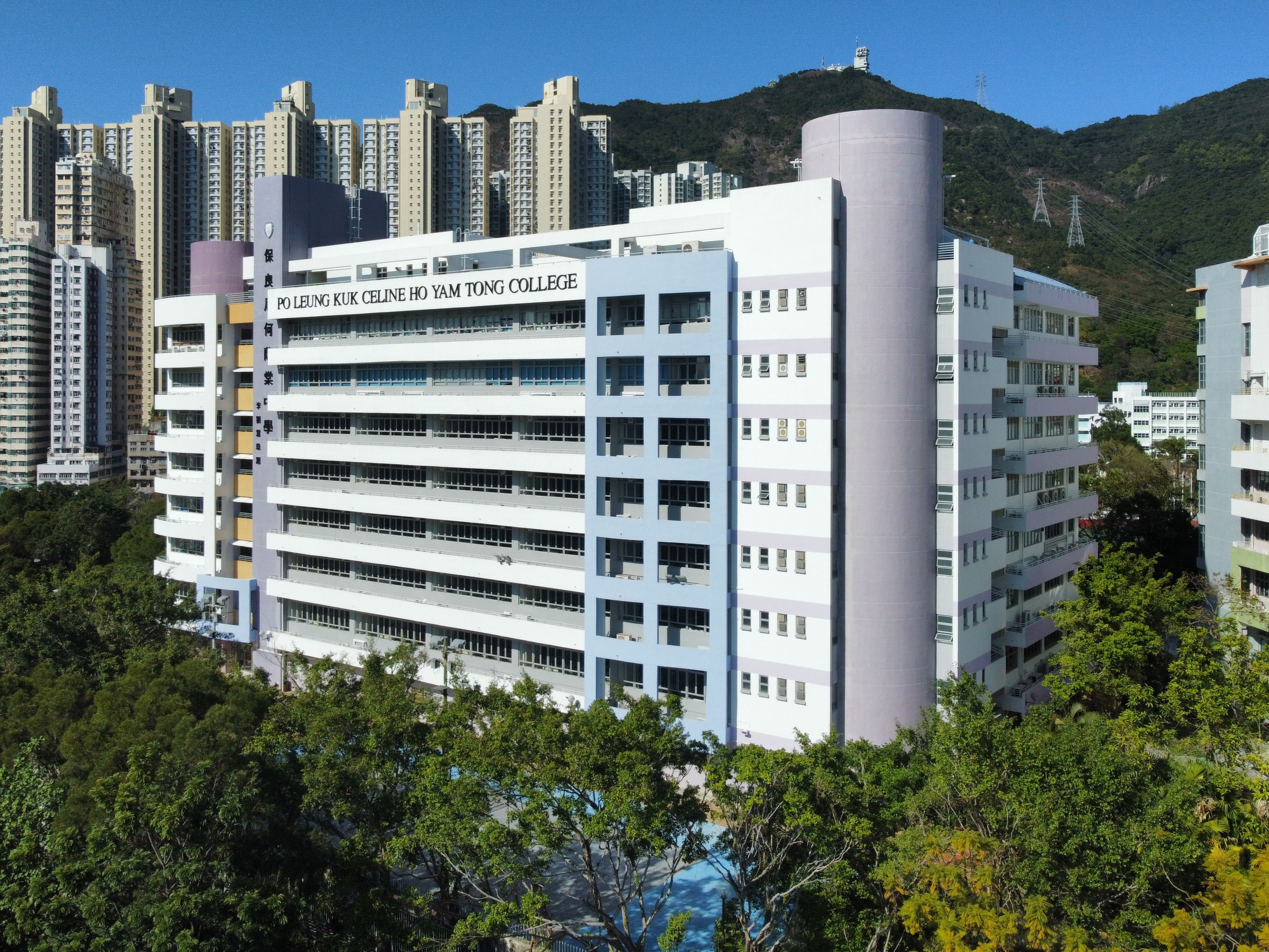

保良局何蔭棠中學（英語：Po Leung Kuk Celine Ho Yam Tong College）位於香港九龍慈雲山蒲崗村道學校村，於2001年創校。此校為全港首間坐落於學校村的中學，佔地超過七千平方米，採用教育署及建築署於1997年頒佈的「千禧校舍設計」。除課室、實驗室及電腦室外、還設有冷氣食物部、小型足球場連田徑場、羽毛球場及網球場等。

## 歷史
該校舍早於2000年已計劃興建，並曾於同年分配予東華三院開辦資助中學。但後來校舍分配撤回，並於翌年校舍分配中改配予保良局，此校正式於同年開辦，原名保良局慈雲山中學。
創校首年，因蒲崗村道學校村尚未建成，此校曾借用位於大角咀的官立嘉道理爵士中學（西九龍）四至五樓校舍，於首年開辦七班中一。及後，因獲商人何蔭棠捐款950萬元，此校正式命名為保良局何蔭棠中學。學校村校舍落成後，於二零零二年九月一日正式搬到新校舍上課。
2003年3月27日，此校舉行揭幕典禮，由時任香港科技大學校長朱經武主持。

## 歷任校長
1. 麥添亮先生（2001年-2018年校長）[來源請求]
2. 林少娟女士（2018年-2020年署理校長[原創研究？]）[9]
3. 胡美妮女士（2020年-2021年）
4. 勞國樑先生（2021年-)

## 開設科目

### 中一至中三
以中文為教學語言 : 中國語文、中國歷史、普通話
以英文為教學語言 : 英國語文、數學、科學、綜合人文、電腦、經濟及企業，會計與財務概論、音樂、體育、視覺藝術、家政

### 中四至中六
以中文為教學語言 : 中國語文、中國歷史、中國文學
以英文為教學語言 : 英國語文、數學、數學延伸部分（單元二）、通識、化學、生物、物理、地理、視覺藝術、經濟、資訊及通訊科技、企業，會計與財務概論

## 學校設施
該校共有九層，按樓層分布有以下設施：
- 地下：小型足球場及田徑場（共用）、雙連籃球場（共用）、籃球場、排球場、有蓋操場及Celine Cafe、健身室、魚池、校務處、醫療室、會客室、領袖生室、2個更衣室、冷氣食物部、2個輔導室（組合屋）、學生會室（組合屋）
- 一樓：5個課室、小組教學室、語文天地、未來教室、教員室、校園電視台、保棠展覽廳
- 二樓：6個課室、禮堂、音樂室、視覺藝術室
- 三樓：6個課室、禮堂樓座、2個家政室
- 四樓：6個課室、地理室、生物實驗室、2個小組教學室
- 五樓：6個課室、2個綜合科學實驗室（其中一個同時為STEAM實驗室）、籃球場
- 六樓：小組教學室、物理實驗室、化學實驗室、多媒體學習室（MMLC）、2個電腦輔助學習室
- 七樓：教員室、圖書館、演辯廳
- 天台：教員休息室

## 事件

### 創校校長麥添亮醜聞
創校校長麥添亮被指「豪花」逾千萬元設錦鯉池、茶座、瞳孔鑑別器、數千呎未來式多媒體室及數千呎小型香港懷舊館，校長室外更設閉路電視及等候室，而普遍教師則認為新設施對教學毫無幫助，而使用情況亦不算多。有前教師指摘麥添亮個人言行輕佻出位，作風專制，學校創校12年仍未成立學生會，學生多年努力爭取仍遭校長以專制手段阻撓，甚至恐嚇和抹黑學生。校方以程序和規定為由拖延學生會成立，引發教師及議員批評校長拖延和干預學生自治。多名前女教職員更投訴，麥添亮多次騷擾女教師，導致部份教師不時在上課時遲到早退。

### 開學禮學生高唱革命抗爭歌曲事件
2019年正值香港反修例運動，9月開學禮上奏播中華人民共和國國歌時，該校學生高唱著名革命抗爭歌曲、舞台劇《孤星淚》的名曲《Do You Hear the People Sing?》，聲浪完全蓋過國歌，台上老師就繼續肅立，沒有干預學生行為，直至國歌奏播完畢，然後學生大叫口號「光復香港，時代革命」。隨後唱校歌，學生齊聲正常唱完校歌。接續校長林少娟報告學校事務，學生安靜聆聽，最後林校長特別希望學生在新學年，能做到「求同存異，和而不同」。同學待校長發言完畢，鞠躬返回座位後，方才高呼「五大訴求，決一不可」口號。

### 中一級中文科成語填充題目涉及仇警事件
2019年9月25日，多個媒體報道該校一份中一級中文科工作紙題目涉及仇警成份，該成語填充題目為「警察表面上維持治安，但實際上卻與黑幫暗中勾結，置市民生死於不顧，真是____。」要求學生填上適當成語答案，出題老師被指帶頭發表仇警言論。該校25日發表聲明承認事件並道歉，嚴正表示絕不接受有關老師做法，指相關老師設題偏頗，做法非常不專業，稱會致力保持學校政治中立，要求教職員保持客觀、理性及持平態度教導學生。該老師亦「深感愧疚」並道歉。教育局指有關做法不可接受，敦促校方徹查，局方也會依《教育條例》及《香港教育與專業守則》處理，如證實該教師有失德行為或會被取消教師註冊資格。事件亦引來教聯會副主席王惠成及前行政長官梁振英批評，認為有關說法牽涉抹黑。梁振英更要求教育局公開涉事教員姓名，並將其革除及注銷教師註冊。

### 新校長涉疏忽職守
有自稱保良局何蔭棠中學師生向傳媒投訴，指控新任校長胡美妮涉嫌累積缺課逾360堂，又批評胡美妮處事難以捉摸，質疑保良局把她升任為校長的決定。有傳媒取得多份內部文件，指胡任教班別文憑試成績達標率連續兩年敬陪末座。辦學團體保良局回覆指，局方已嚴肅跟進及翻查紀錄，並無發現有違反相關規定及指引，又指個別年份公開試成績受多方面因素影響，包括該年試題難度、學生發揮等，各屬校法團校董會均會遵照《教育條例》委任適合人選。教育局表示沒有接獲與胡相關的投訴，會與校方聯絡了解事件。

## 著名/傑出校友
- 馮慶聰：香港作曲家、音樂組合Fabel成員[21]

## 外部連結
- 學校網頁（页面存档备份，存于）